# 24h Le Mans 1998

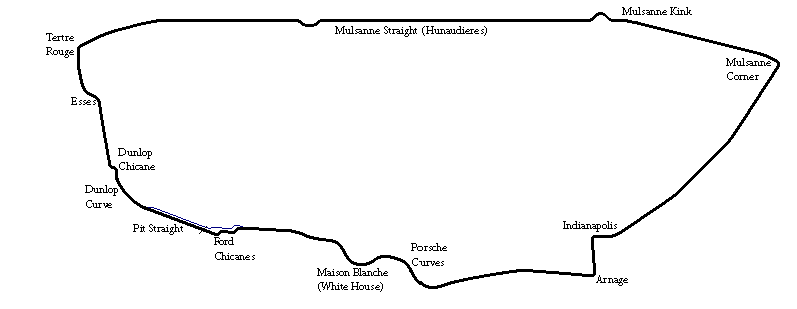
Tor Circuit de la Sarthe

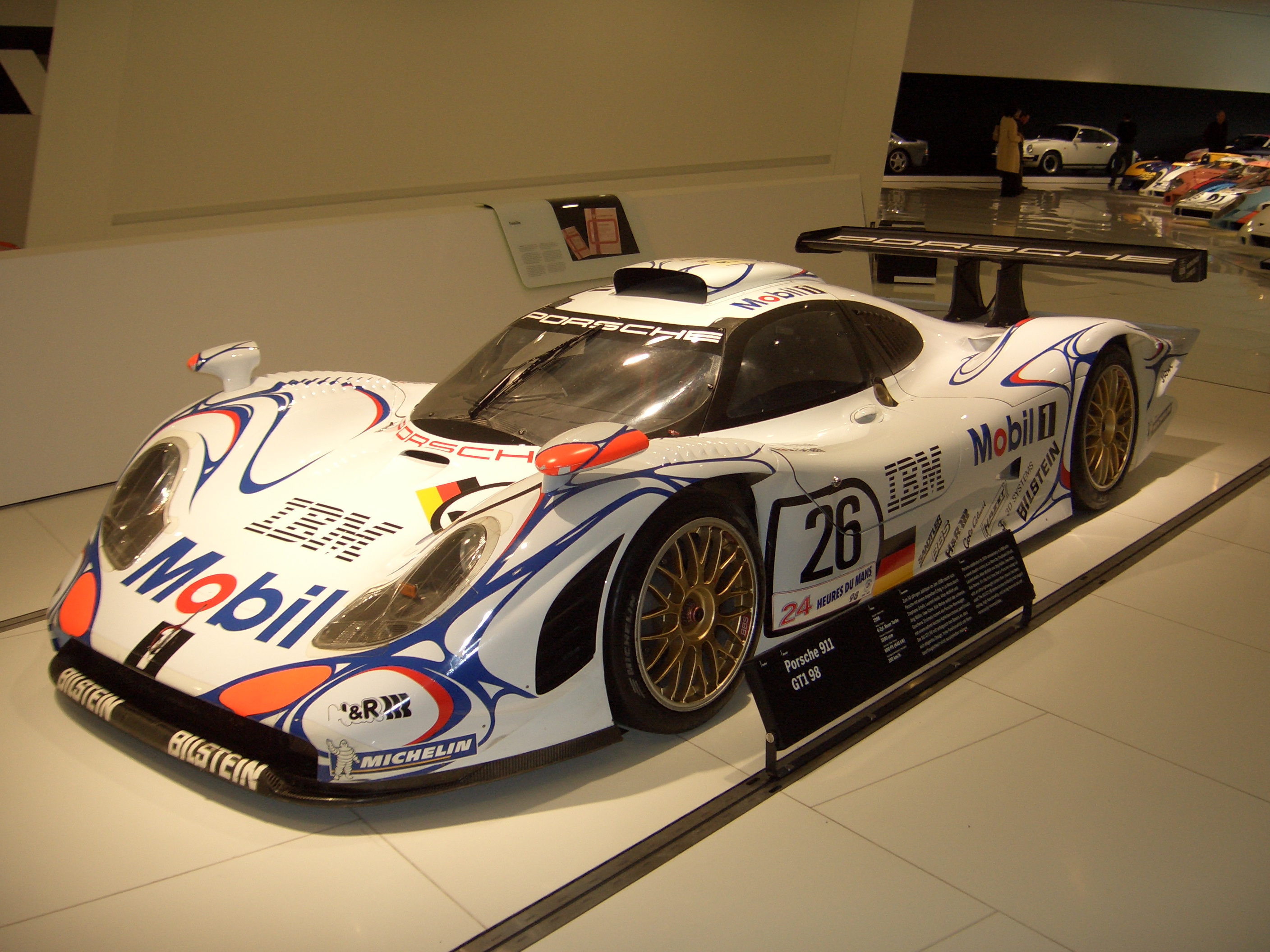
Porsche 911 GT1 Coupe nr 26 - zwycięzca wyścigu

24h Le Mans 1998 – 24–godzinny wyścig rozegrany na torze Circuit de la Sarthe w dniach 6–7 czerwca 1998 roku.

## Wyniki
Źródło: experiencelemans.com
| Poz.  | Klasa | Nr | Zespół                                | Kierowcy                                                  | Nadwozie                           | Opony | Okr. |
| Poz.  | Klasa | Nr | Zespół                                | Kierowcy                                                  | Silnik                             | Opony | Okr. |
| ----- | ----- | -- | ------------------------------------- | --------------------------------------------------------- | ---------------------------------- | ----- | ---- |
| 1     | GT1   | 26 | Porsche AG                            | Laurent Aïello Allan McNish Stéphane Ortelli              | Porsche 911 GT1-98                 | M     | 351  |
| 1     | GT1   | 26 | Porsche AG                            | Laurent Aïello Allan McNish Stéphane Ortelli              | Porsche 3.2L Turbo Flat-6          | M     | 351  |
| 2     | GT1   | 25 | Porsche AG                            | Jörg Müller Uwe Alzen Bob Wollek                          | Porsche 911 GT1-98                 | M     | 350  |
| 2     | GT1   | 25 | Porsche AG                            | Jörg Müller Uwe Alzen Bob Wollek                          | Porsche 3.2L Turbo Flat-6          | M     | 350  |
| 3     | GT1   | 32 | Nissan Motorsports TWR                | Aguri Suzuki Kazuyoshi Hoshino Masahiko Kageyama          | Nissan R390 GT1                    | B     | 347  |
| 3     | GT1   | 32 | Nissan Motorsports TWR                | Aguri Suzuki Kazuyoshi Hoshino Masahiko Kageyama          | Nissan VRH35L 3.5L Turbo V8        | B     | 347  |
| 4     | GT1   | 40 | Gulf Team Davidoff EMKA Racing        | Steve O’Rourke Tim Sugden Bill Auberlen                   | McLaren F1 GTR                     | P     | 343  |
| 4     | GT1   | 40 | Gulf Team Davidoff EMKA Racing        | Steve O’Rourke Tim Sugden Bill Auberlen                   | BMW S70 6.0L V12                   | P     | 343  |
| 5     | GT1   | 30 | Nissan Motorsports TWR                | John Nielsen Michael Krumm Franck Lagorce                 | Nissan R390 GT1                    | B     | 342  |
| 5     | GT1   | 30 | Nissan Motorsports TWR                | John Nielsen Michael Krumm Franck Lagorce                 | Nissan VRH35L 3.5L Turbo V8        | B     | 342  |
| 6     | GT1   | 31 | Nissan Motorsports TWR                | Jan Lammers Érik Comas Andrea Montermini                  | Nissan R390 GT1                    | B     | 342  |
| 6     | GT1   | 31 | Nissan Motorsports TWR                | Jan Lammers Érik Comas Andrea Montermini                  | Nissan VRH35L 3.5L Turbo V8        | B     | 342  |
| 7     | GT1   | 45 | Panoz Motorsports Inc.                | David Brabham Andy Wallace Jamie Davies                   | Panoz Esperante GTR-1              | M     | 335  |
| 7     | GT1   | 45 | Panoz Motorsports Inc.                | David Brabham Andy Wallace Jamie Davies                   | Ford (Roush) 6.0L V8               | M     | 335  |
| 8     | LMP1  | 12 | Doyle-Risi Racing                     | Wayne Taylor Eric van de Poele Fermín Vélez               | Ferrari 333 SP                     | P     | 332  |
| 8     | LMP1  | 12 | Doyle-Risi Racing                     | Wayne Taylor Eric van de Poele Fermín Vélez               | Ferrari F310E 4.0L V12             | P     | 332  |
| 9     | GT1   | 27 | Toyota Motorsports Toyota Team Europe | Ukyō Katayama Toshio Suzuki Keiichi Tsuchiya              | Toyota GT-One                      | M     | 326  |
| 9     | GT1   | 27 | Toyota Motorsports Toyota Team Europe | Ukyō Katayama Toshio Suzuki Keiichi Tsuchiya              | Toyota R36V 3.6L Turbo V8          | M     | 326  |
| 10    | GT1   | 33 | Nissan Motorsports TWR                | Satoshi Motoyama Takuya Kurosawa Masami Kageyama          | Nissan R390 GT1                    | B     | 319  |
| 10    | GT1   | 33 | Nissan Motorsports TWR                | Satoshi Motoyama Takuya Kurosawa Masami Kageyama          | Nissan VRH35L 3.5L Turbo V8        | B     | 319  |
| 11    | GT2   | 53 | Viper Team Oreca                      | Justin Bell David Donohue Luca Drudi                      | Chrysler Viper GTS-R               | M     | 317  |
| 11    | GT2   | 53 | Viper Team Oreca                      | Justin Bell David Donohue Luca Drudi                      | Chrysler 8.0L V10                  | M     | 317  |
| 12    | LMP1  | 16 | Kremer Racing                         | Rocky Agusta Almo Coppelli Xavier Pompidou                | Kremer K8/2 Spyder                 | G     | 314  |
| 12    | LMP1  | 16 | Kremer Racing                         | Rocky Agusta Almo Coppelli Xavier Pompidou                | Porsche Type-935 3.2L Turbo Flat-6 | G     | 314  |
| 13    | GT2   | 51 | Viper Team Oreca                      | Olivier Beretta Pedro Lamy Tommy Archer                   | Chrysler Viper GTS-R               | M     | 312  |
| 13    | GT2   | 51 | Viper Team Oreca                      | Olivier Beretta Pedro Lamy Tommy Archer                   | Chrysler 8.0L V10                  | M     | 312  |
| 14    | LMP1  | 3  | Moretti Racing Inc.                   | Giampiero Moretti Mauro Baldi Didier Theys                | Ferrari 333 SP                     | Y     | 311  |
| 14    | LMP1  | 3  | Moretti Racing Inc.                   | Giampiero Moretti Mauro Baldi Didier Theys                | Ferrari F310E 4.0L V12             | Y     | 311  |
| 15    | LMP1  | 15 | Courage Compétition                   | Henri Pescarolo Olivier Grouillard Franck Montagny        | Courage C36                        | M     | 304  |
| 15    | LMP1  | 15 | Courage Compétition                   | Henri Pescarolo Olivier Grouillard Franck Montagny        | Porsche Type-935 3.0L Turbo Flat-6 | M     | 304  |
| 16    | LMP1  | 24 | Courage Compétition                   | Yōjirō Terada Franck Fréon Olivier Thévenin               | Courage C41                        | M     | 300  |
| 16    | LMP1  | 24 | Courage Compétition                   | Yōjirō Terada Franck Fréon Olivier Thévenin               | Porsche Type-935 3.0L Turbo Flat-6 | M     | 300  |
| 17    | GT2   | 64 | Roock Racing                          | Claudia Hürtgen Michel Ligonnet Robert Nearn              | Porsche 911 GT2                    | Y     | 285  |
| 17    | GT2   | 64 | Roock Racing                          | Claudia Hürtgen Michel Ligonnet Robert Nearn              | Porsche 3.8L Turbo Flat-6          | Y     | 285  |
| 18    | GT2   | 69 | Michel Nourry                         | Michel Nourry Thierry Perrier Jean-Louis Ricci            | Porsche 911 GT2                    | ?     | 276  |
| 18    | GT2   | 69 | Michel Nourry                         | Michel Nourry Thierry Perrier Jean-Louis Ricci            | Porsche 3.6L Turbo Flat-6          | ?     | 276  |
| 19    | GT2   | 56 | Chamberlain Engineering               | Gary Ayles Matt Turner Hans Hugenholtz                    | Chrysler Viper GTS-R               | D     | 270  |
| 19    | GT2   | 56 | Chamberlain Engineering               | Gary Ayles Matt Turner Hans Hugenholtz                    | Chrysler 8.0L V10                  | D     | 270  |
| 20    | GT2   | 68 | Elf Haberthur Racing                  | Eric Graham Hervé Poulain Jean-Luc Maury-Laribière        | Porsche 911 GT2                    | D     | 268  |
| 20    | GT2   | 68 | Elf Haberthur Racing                  | Eric Graham Hervé Poulain Jean-Luc Maury-Laribière        | Porsche 3.6L Turbo Flat-6          | D     | 268  |
| 21    | GT2   | 55 | Chamberlain Engineering               | Ni Amorim Gonçalo Gomes Manuel Mello-Breyner              | Chrysler Viper GTS-R               | D     | 264  |
| 21    | GT2   | 55 | Chamberlain Engineering               | Ni Amorim Gonçalo Gomes Manuel Mello-Breyner              | Chrysler 8.0L V10                  | D     | 264  |
| 22    | GT2   | 65 | Roock Racing                          | Rob Schirle André Ahrlé David Warnock                     | Porsche 911 GT2                    | Y     | 247  |
| 22    | GT2   | 65 | Roock Racing                          | Rob Schirle André Ahrlé David Warnock                     | Porsche 3.6L Turbo Flat-6          | Y     | 247  |
| 23    | GT2   | 72 | Larbre Compétition                    | Patrice Goueslard Jean-Luc Chéreau Pierre Yver            | Porsche 911 GT2                    | M     | 240  |
| 23    | GT2   | 72 | Larbre Compétition                    | Patrice Goueslard Jean-Luc Chéreau Pierre Yver            | Porsche 3.6L Turbo Flat-6          | M     | 240  |
| 24 NU | GT1   | 29 | Toyota Motorsports Toyota Team Europe | Thierry Boutsen Ralf Kelleners Geoff Lees                 | Toyota GT-One                      | M     | 330  |
| 24 NU | GT1   | 29 | Toyota Motorsports Toyota Team Europe | Thierry Boutsen Ralf Kelleners Geoff Lees                 | Toyota R36V 3.6L Turbo V8          | M     | 330  |
| 25 NU | GT2   | 71 | Estoril Racing Communication          | Michel Maisonneuve Manuel Monteiro Michel Monteiro        | Porsche 911 GT2                    | P     | 277  |
| 25 NU | GT2   | 71 | Estoril Racing Communication          | Michel Maisonneuve Manuel Monteiro Michel Monteiro        | Porsche 3.6L Turbo Flat-6          | P     | 277  |
| 26 NU | GT1   | 44 | Panoz Motorsports Inc. DAMS           | Éric Bernard Christophe Tinseau Johnny O’Connell          | Panoz Esperante GTR-1              | M     | 236  |
| 26 NU | GT1   | 44 | Panoz Motorsports Inc. DAMS           | Éric Bernard Christophe Tinseau Johnny O’Connell          | Ford (Roush) 6.0L V8               | M     | 236  |
| 27 NU | LMP1  | 13 | Courage Compétition                   | Didier Cottaz Marc Goossens Jean-Philippe Belloc          | Courage C51                        | M     | 232  |
| 27 NU | LMP1  | 13 | Courage Compétition                   | Didier Cottaz Marc Goossens Jean-Philippe Belloc          | Nissan VRH35Z 3.0L Turbo V8        | M     | 232  |
| 28 NU | GT1   | 41 | Gulf Team Davidoff GTC Competition    | Thomas Bscher Emanuele Pirro Rinaldo Capello              | McLaren F1 GTR                     | G     | 228  |
| 28 NU | GT1   | 41 | Gulf Team Davidoff GTC Competition    | Thomas Bscher Emanuele Pirro Rinaldo Capello              | BMW S70 6.0L V12                   | G     | 228  |
| 29 NU | LMP1  | 8  | Porsche AG Joest Racing               | Pierre-Henri Raphanel David Murry James Weaver            | Porsche LMP1-98                    | M     | 218  |
| 29 NU | LMP1  | 8  | Porsche AG Joest Racing               | Pierre-Henri Raphanel David Murry James Weaver            | Porsche Type-935 3.2L Turbo Flat-6 | M     | 218  |
| 30 NU | LMP1  | 10 | Pilot Racing                          | Michel Ferté Pascal Fabre François Migault                | Ferrari 333 SP                     | ?     | 203  |
| 30 NU | LMP1  | 10 | Pilot Racing                          | Michel Ferté Pascal Fabre François Migault                | Ferrari F310E 4.0L V12             | ?     | 203  |
| 31 NU | GT2   | 67 | Elf Haberthur Racing                  | Michel Neugarten Jean-Claude Lagniez David Smadja         | Porsche 911 GT2                    | D     | 198  |
| 31 NU | GT2   | 67 | Elf Haberthur Racing                  | Michel Neugarten Jean-Claude Lagniez David Smadja         | Porsche 3.6L Turbo Flat-6          | D     | 198  |
| 32 NU | GT1   | 28 | Toyota Motorsports Toyota Team Europe | Martin Brundle Emmanuel Collard Éric Hélary               | Toyota GT-One                      | M     | 191  |
| 32 NU | GT1   | 28 | Toyota Motorsports Toyota Team Europe | Martin Brundle Emmanuel Collard Éric Hélary               | Toyota R36V 3.6L Turbo V8          | M     | 191  |
| 33 NU | LMP1  | 5  | JB Racing                             | Vincenzo Sospiri Jean-Christophe Boullion Jérôme Policand | Ferrari 333 SP                     | M     | 187  |
| 33 NU | LMP1  | 5  | JB Racing                             | Vincenzo Sospiri Jean-Christophe Boullion Jérôme Policand | Ferrari F310E 4.0L V12             | M     | 187  |
| 34 NU | GT2   | 60 | Chereau Sports Larbre Compétition     | Jean-Pierre Jarier Carl Rosenblad Robin Donovan           | Porsche 911 GT2                    | M     | 164  |
| 34 NU | GT2   | 60 | Chereau Sports Larbre Compétition     | Jean-Pierre Jarier Carl Rosenblad Robin Donovan           | Porsche 3.6L Turbo Flat-6          | M     | 164  |
| 35 NU | GT2   | 62 | CJ Motorsport                         | John Morton John Graham Harald Grohs                      | Porsche 911 GT2                    | G     | 164  |
| 35 NU | GT2   | 62 | CJ Motorsport                         | John Morton John Graham Harald Grohs                      | Porsche 3.6L Turbo Flat-6          | G     | 164  |
| 36 NU | LMP1  | 21 | Solution F                            | Philippe Gache Wayne Gardner Didier de Radiguès           | Riley & Scott Mk III               | P     | 155  |
| 36 NU | LMP1  | 21 | Solution F                            | Philippe Gache Wayne Gardner Didier de Radiguès           | Ford 5.1L V8                       | P     | 155  |
| 37 NU | LMP1  | 14 | Courage Compétition                   | Fredrik Ekblom Patrice Gay Takeshi Tsuchiya               | Courage C51                        | M     | 126  |
| 37 NU | LMP1  | 14 | Courage Compétition                   | Fredrik Ekblom Patrice Gay Takeshi Tsuchiya               | Nissan VRH35Z 3.5L Turbo V8        | M     | 126  |
| 38 NU | LMP1  | 7  | Porsche AG Joest Racing               | Michele Alboreto Stefan Johansson Yannick Dalmas          | Porsche LMP1-98                    | M     | 107  |
| 38 NU | LMP1  | 7  | Porsche AG Joest Racing               | Michele Alboreto Stefan Johansson Yannick Dalmas          | Porsche Type-935 3.2L Turbo Flat-6 | M     | 107  |
| 39 NU | LMP2  | 22 | Didier Bonnet Racing                  | Lionel Robert Eduoard Sezionale Pierre Bruneau            | Debora LMP296                      | M     | 106  |
| 39 NU | LMP2  | 22 | Didier Bonnet Racing                  | Lionel Robert Eduoard Sezionale Pierre Bruneau            | BMW S50 3.2L I6                    | M     | 106  |
| 40 NU | GT2   | 61 | Krauss Race Sports Intl.              | Bernhard Müller Michael Trunk Ernst Palmberger            | Porsche 911 GT2                    | D     | 71   |
| 40 NU | GT2   | 61 | Krauss Race Sports Intl.              | Bernhard Müller Michael Trunk Ernst Palmberger            | Porsche 3.6L Turbo Flat-6          | D     | 71   |
| 41 NU | LMP1  | 1  | Team BMW Motorsport                   | Hans-Joachim Stuck Steve Soper Tom Kristensen             | BMW V12 LM                         | M     | 60   |
| 41 NU | LMP1  | 1  | Team BMW Motorsport                   | Hans-Joachim Stuck Steve Soper Tom Kristensen             | BMW S70 6.0L V12                   | M     | 60   |
| 42 NU | LMP1  | 2  | Team BMW Motorsport                   | Pierluigi Martini Joachim Winkelhock Johnny Cecotto       | BMW V12 LM                         | M     | 43   |
| 42 NU | LMP1  | 2  | Team BMW Motorsport                   | Pierluigi Martini Joachim Winkelhock Johnny Cecotto       | BMW S70 6.0L V12                   | M     | 43   |
| 43 NU | GT1   | 36 | AMG-Mercedes                          | Jean-Marc Gounon Ricardo Zonta Christophe Bouchut         | Mercedes-Benz CLK-LM               | B     | 31   |
| 43 NU | GT1   | 36 | AMG-Mercedes                          | Jean-Marc Gounon Ricardo Zonta Christophe Bouchut         | Mercedes-Benz M119 5.0L V8         | B     | 31   |
| 44 NU | GT2   | 50 | Viper Team Oreca                      | Karl Wendlinger Marc Duez Patrick Huisman                 | Chrysler Viper GTS-R               | M     | 28   |
| 44 NU | GT2   | 50 | Viper Team Oreca                      | Karl Wendlinger Marc Duez Patrick Huisman                 | Chrysler 8.0L V10                  | M     | 28   |
| 45 NU | GT2   | 70 | Konrad Motorsport                     | Franz Konrad Larry Schumacher Nick Ham                    | Porsche 911 GT2                    | D     | 24   |
| 45 NU | GT2   | 70 | Konrad Motorsport                     | Franz Konrad Larry Schumacher Nick Ham                    | Porsche 3.6L Turbo Flat-6          | D     | 24   |
| 46 NU | GT1   | 35 | AMG-Mercedes                          | Bernd Schneider Mark Webber Klaus Ludwig                  | Mercedes-Benz CLK-LM               | B     | 19   |
| 46 NU | GT1   | 35 | AMG-Mercedes                          | Bernd Schneider Mark Webber Klaus Ludwig                  | Mercedes-Benz M119 5.0L V8         | B     | 19   |
| 47 NU | GT2   | 73 | Konrad Motorsport                     | Toni Seiler Peter Kitchak Angelo Zadra                    | Porsche 911 GT2                    | D     | 2    |
| 47 NU | GT2   | 73 | Konrad Motorsport                     | Toni Seiler Peter Kitchak Angelo Zadra                    | Porsche 3.6L Turbo Flat-6          | D     | 2    |